# 쉐보레 아발란체
쉐보레 아발란체(The Chevrolet Avalanche)는 쉐보레 브랜드로 출시한 제너럴 모터스의 대형 픽업 트럭 모델이었다.
2001년에 미국에서 쉐보레 서버번과 쉐보레 타호의 플랫폼으로 개발한 픽업트럭 아발란체가 출시되었다. 2006년에 풀 체인지가 된 모델이 출시가 되었으며 2012년 제네럴 모터스에서는 판매 대수 감소로 인하여 아발란체를 같은 형제차인 캐딜락 에스컬레이드 EXT와 함께 2013년까지만 생산 및 판매를 하고 단종을 하기로 최종 결정을 하였다. 2013년 12월 캐딜락 에스컬레이드 EXT와 함께 후속 차종 없이 아발란체는 단종되었다. 캐딜락 에스컬레이드, GMC 유콘, 쉐보레 실버라도, 쉐보레 서버번과 쉐보레 타호의 차체를 공유한다. 2021년에는 아발란체가 8년만에 부활했다.

## 갤러리

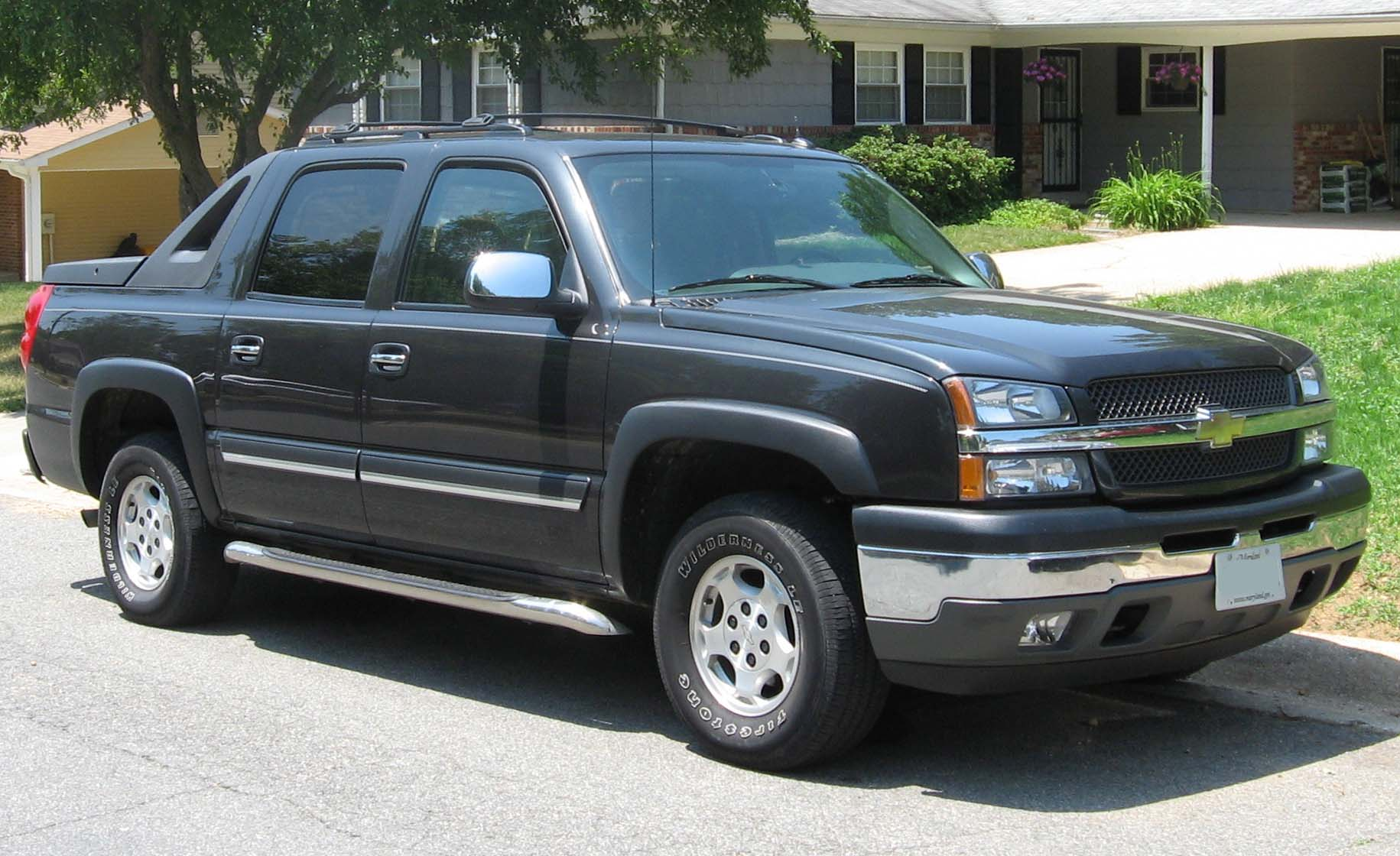
쉐보레 아발란체 1세대 정측면
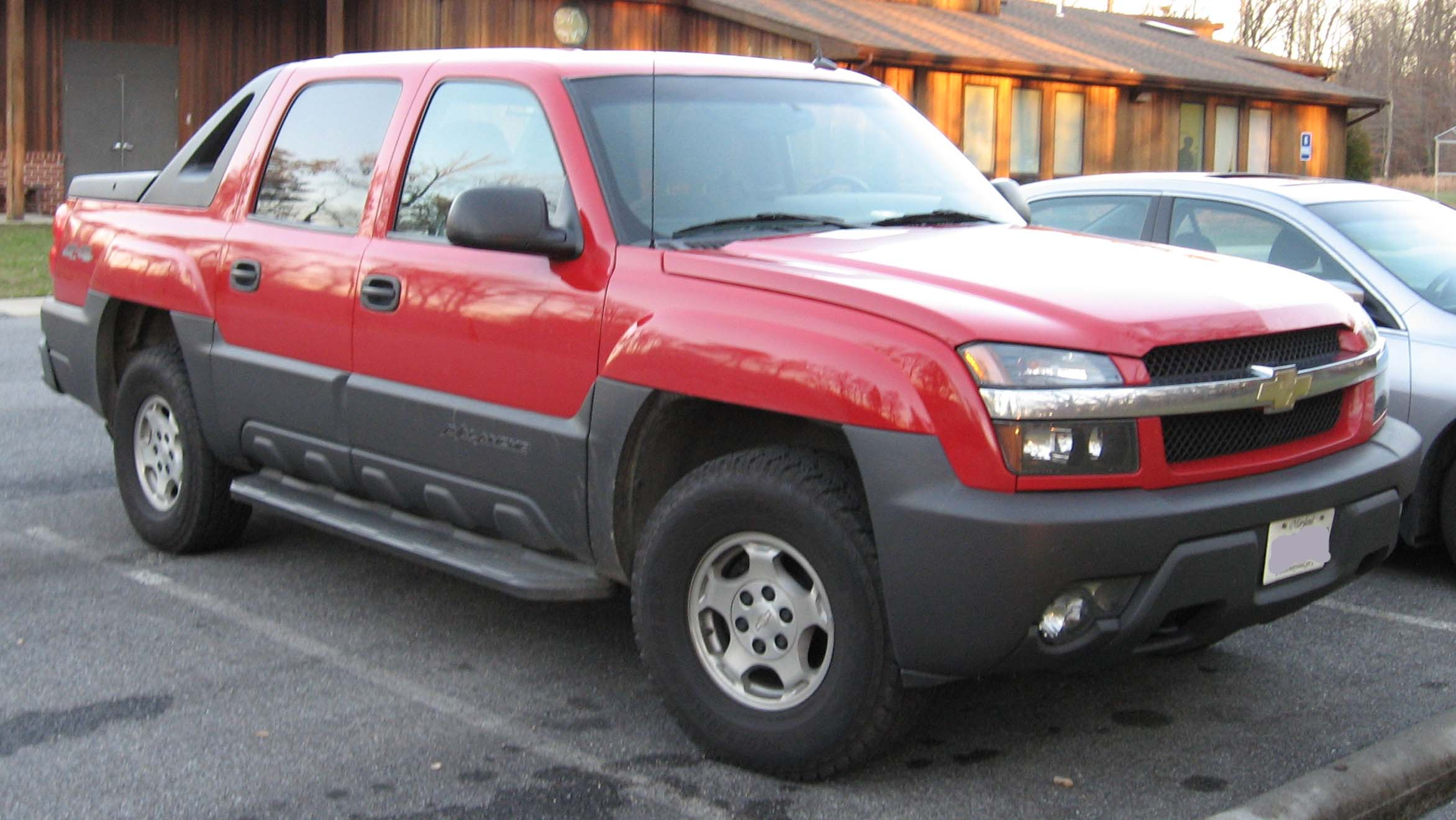
쉐보레 아발란체 1세대 정측면
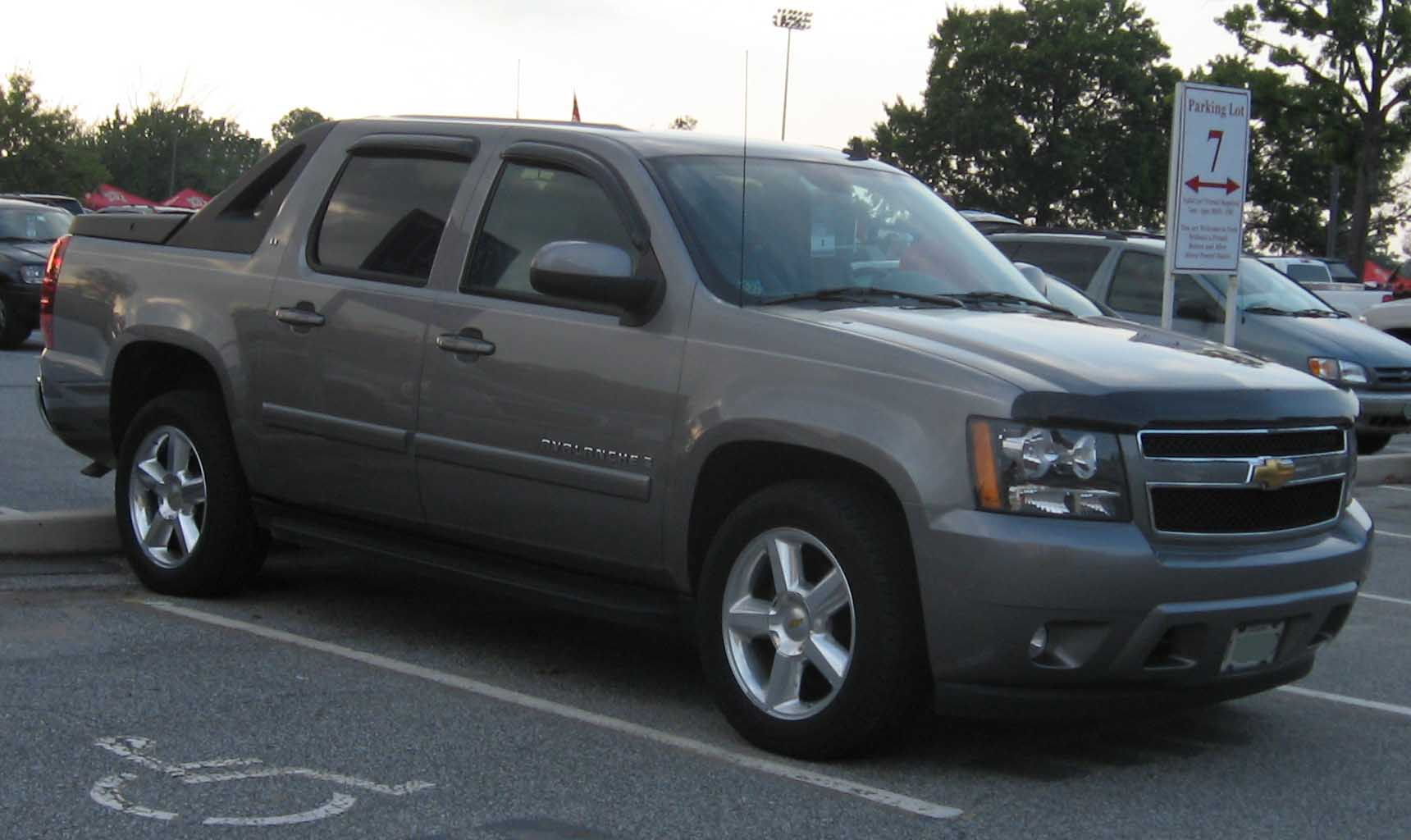
쉐보레 아발란체 2세대 정측면
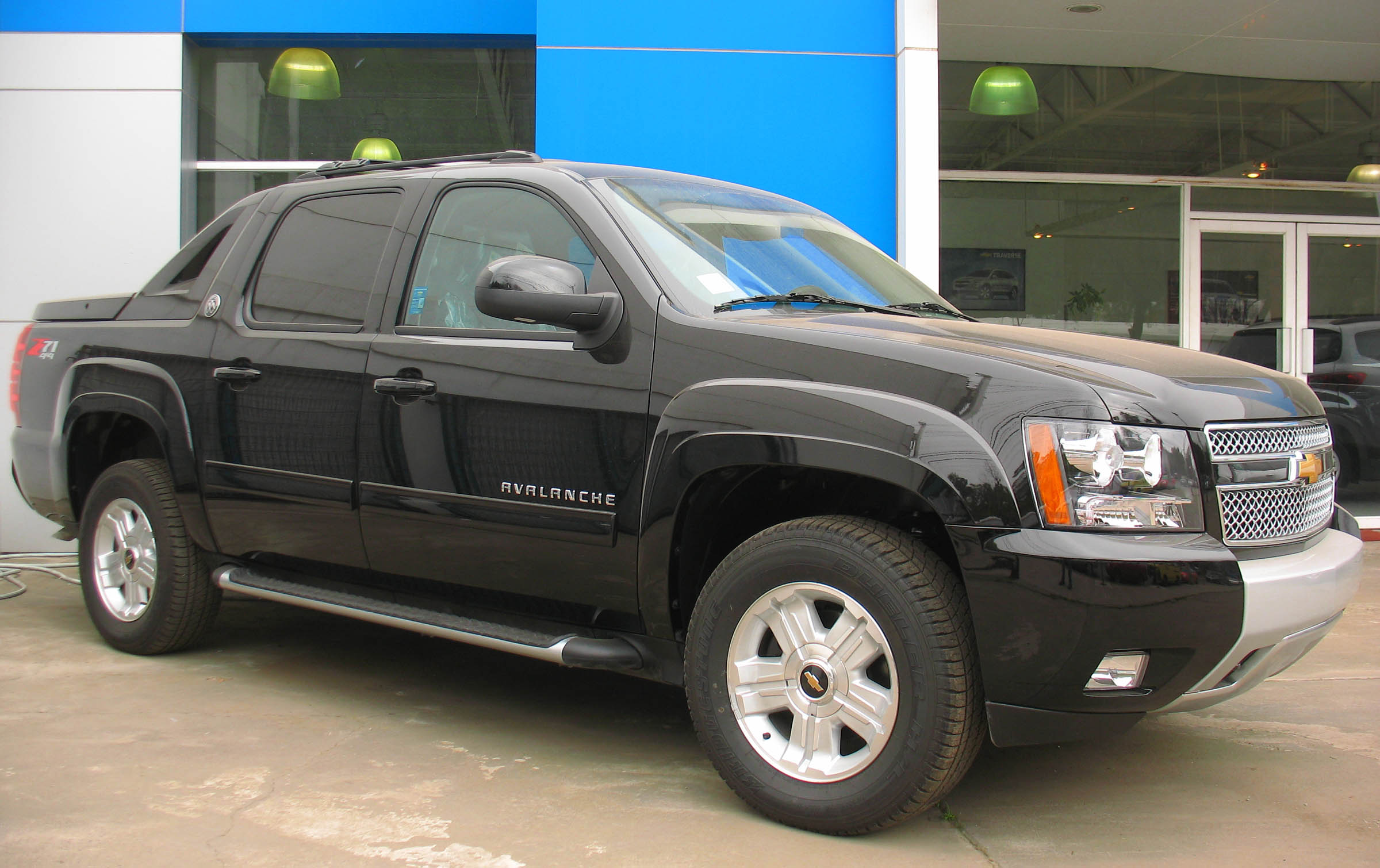
쉐보레 아발란체 2세대 정측면
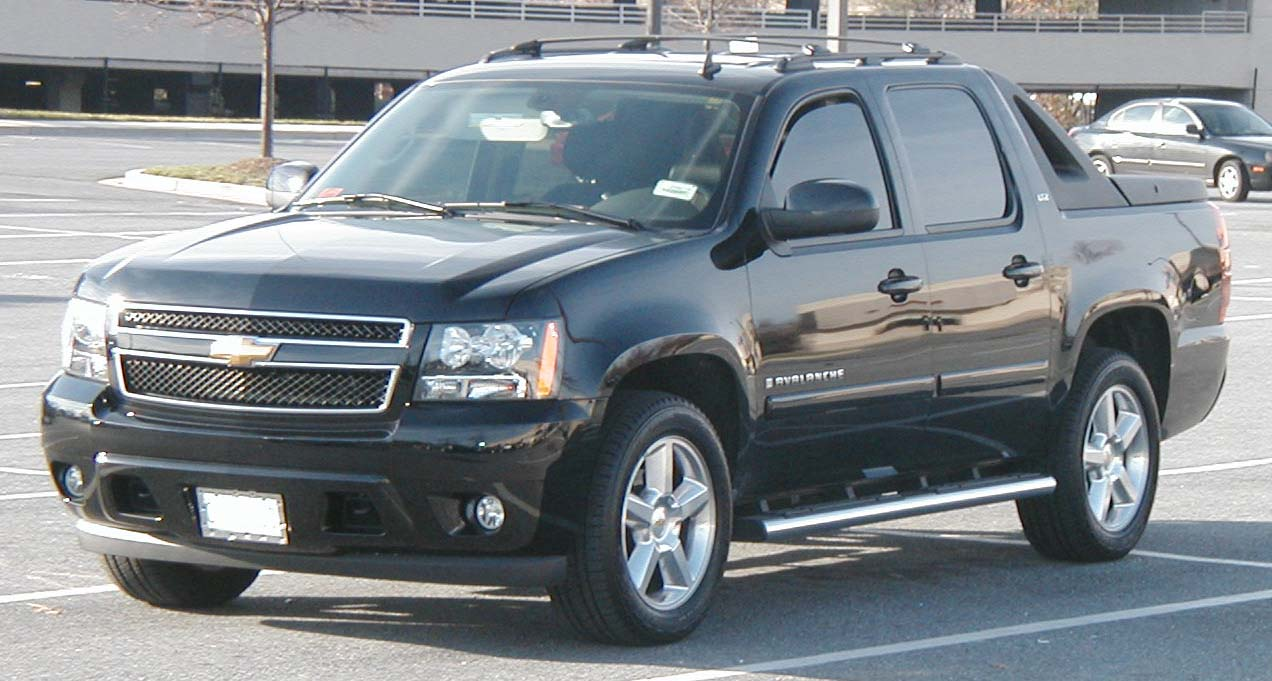
쉐보레 아발란체 2세대 정측면